# Makeni
Makeni es la más grande y más poblada ciudad en la Provincia del Norte de Sierra Leona y la 5ª ciudad del país, tenía una población de 80 840 en el censo de 2004 y una estimación aproximada de 112 428 para el 2013. La ciudad es la capital y centro administrativo del Distrito de Bombali. Se encuentra al sudoeste de  y al este de  Freetown. El actual presidente de Sierra Leona, Ernest Bai Koroma, nació en esta ciudad.

## Demografía
La población de Makeni es étnicamente diversa, aunque el pueblo Temne constituye el grupo étnico más grande de la ciudad. El idioma krio se utiliza como idioma principal de comunicación entre los diferentes grupos étnicos de la ciudad. La población de Makeni es predominantemente musulmana, aunque hay una gran minoría cristiana en la ciudad. Los metodistas wesleyanos son la denominación cristiana más grande de la ciudad.

## Educación
Al igual que el resto de Sierra Leona, Makeni tiene un sistema educativo con seis años de escuela primaria (1-6) y siete años de escuela secundaria (1-7); las escuelas secundarias se dividen a su vez en escuela secundaria básica (1-3) y escuela secundaria superior ( 4-7). Las escuelas primarias suelen comenzar entre los 6 y los 12 años, y las escuelas secundarias entre los 13 y los 18 años. La educación primaria es gratuita y obligatoria en las escuelas públicas patrocinadas por el gobierno.
La ciudad alberga la Universidad de Makeni, la universidad privada más grande de Sierra Leona. La escuela secundaria Francis también se encuentra en Makeni, una de las escuelas secundarias más destacadas de Sierra Leona.

## Personas destacadas
Makeni es la ciudad natal del expresidente de Sierra Leona, Ernest Bai Koroma, otras personas notables de Makeni son:
- Daddi Cool , músico de reggae guineano nacido en Sierra Leona
- Sunkari Kabba-Kamara, político
- Mohamed Kamara, estrella del fútbol
- Brima Koroma, estrella del fútbol
- Sylvanus Koroma, el padre de Ernest Bai Koroma
- Eduardo Turay, abogado
- Michaela DePrince, bailarina internacional